# Thanington Without
Thanington Without is een civil parish in het bestuurlijke gebied City of Canterbury, in het Engelse graafschap Kent.